# 中原裕
中原 裕為「中澤秀樹」、「田島裕之」2人共用筆名的日本漫畫家。埼玉縣戶田市出身。代表作是《奈緒子》。

## 作品
- 鬥狠野狼、全14冊（大然版）、原名《ぶっちぎり（日语：ぶっちぎり）》（高校棒球漫畫兼暴走族漫畫）
- 原名
- 原名
- 原名
- 火爆小子、全6冊、原名、小學館
- 奈緒子、全33冊、原名（原作：坂田信弘）、小學館文庫本-全25冊（2008年2月16日上野樹里主演電影化）
- 原名、全6冊（未有中文版）
- 最後一局、全42冊、原名（原作・神尾龍、監修・加藤潔）（高校棒球漫畫）

## 師父
- 野部利雄
- 浦澤直樹

## 助手
- 中平正彦
- 光永康則

## 外部連結
- （日語）